# Деменко, Иван Константинович
Иван Константинович Деменко — советский хозяйственный, государственный и политический деятель, Герой Социалистического Труда.

## Биография
Родился 05.09.1935 году в пгт Подгородное Днепропетровской области. Член КПСС.
С 1950 года — на хозяйственной, общественной и политической работе. В 1950—1995 гг. — колхозник, бригадир Нижнеднепровского овоще-молочного совхоза Днепропетровского района Днепропетровской области.
За большой личный вклад в увеличение производства и повышение качества переработки с/х продукции был в составе коллектива удостоен Государственной премии СССР за выдающиеся достижения в труде 1985 года.
Указом Президиума Верховного Совета СССР от 7 июля 1986 года присвоено звание Героя Социалистического Труда с вручением ордена Ленина и золотой медали «Серп и Молот».